# Спенсър (окръг, Индиана)
Окръг Спенсър (на английски: Spencer County) е окръг в щата Индиана, Съединени американски щати. Площта му е 1039 km², а населението е 19 810 души (1 април 2020). Административен център е град Рокпорт.